# Wyszesława av Kiev
Wyszesława av Kiev, född 1047, död efter 1089, var en polsk hertiginna, gift med hertig Boleslav II av Polen. Hon var hertiginna fram till att hon kröntes till drottning år 1076. 